# Atmel

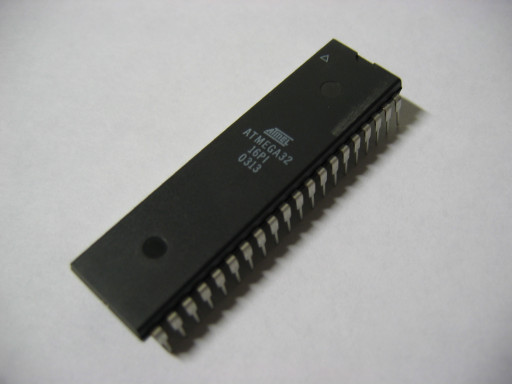
Mikrokontrolér Atmel ATmega32

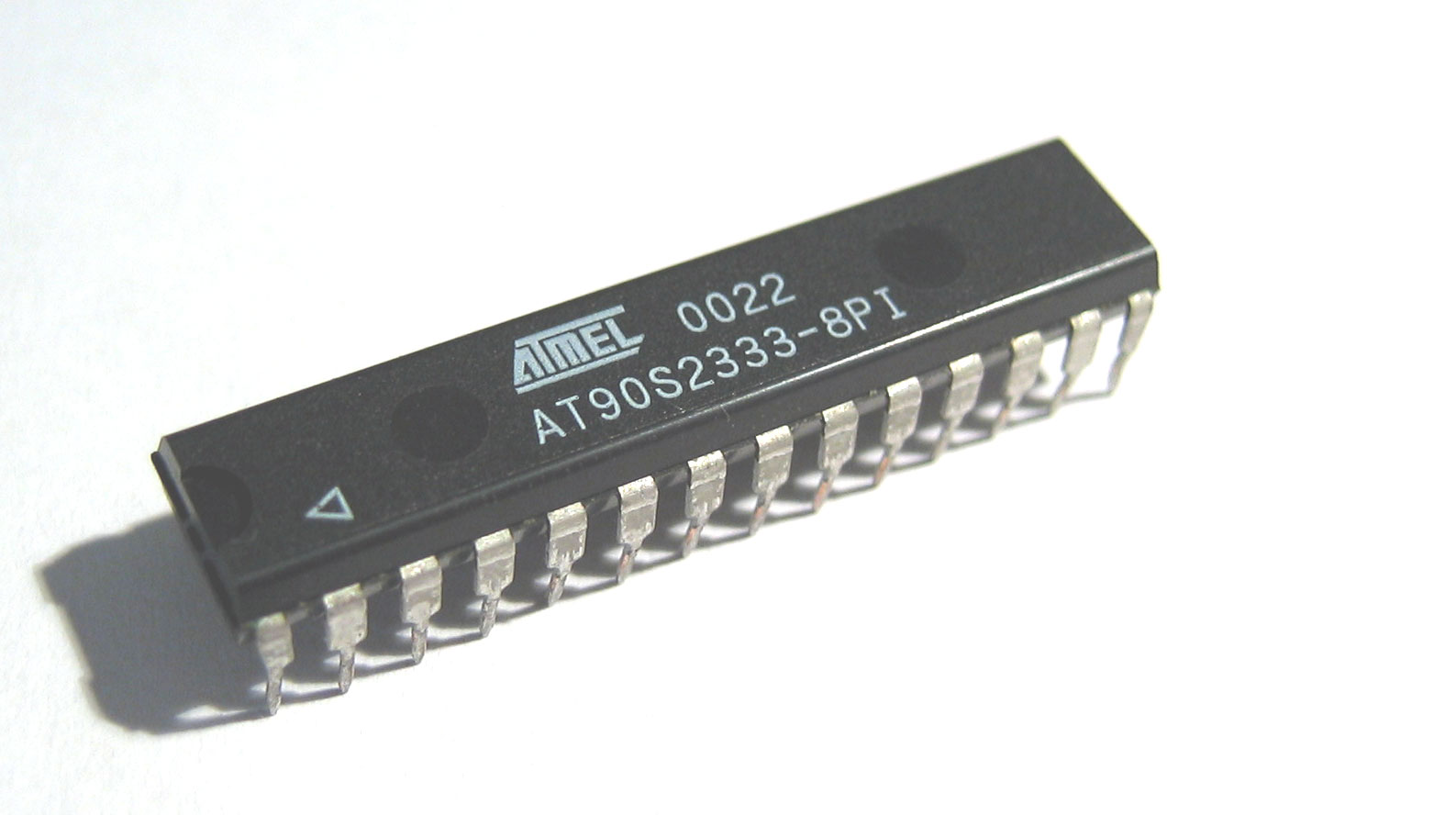
Mikrokontrolér Atmel AT90S2333

Atmel Corporation je výrobce polovodičů a integrovaných obvodů založený roku 1984. Mezi jeho produkty patří mikrokontroléry (včetně klonů 8051, AT91SAM založených na architektuře ARM), jeho vlastní Atmel AVR a AVR32 architektura, rádiové (RF) zařízení, EEPROM a Flash paměťové čipy, ASIC, WiMAX a mnoho jiných. Je schopen nabídnout řešení 'system on chip'.
Atmel podniká ve velkém okruhu aplikačních segmentů včetně konzumního sektoru, telekomunikací, počítačů a počítačových sítí, průmyslu, zdravotnictví, automobilového, leteckého a vojenského průmyslu. Atmel je vedoucí firmou na trhu bezpečnostních systémů, hlavně díky čipovým kartám smart card a RFID.
Prezidentem a CEO firmy Atmel je George Perlegos. Jeho bratr, Gust Perlegos, je viceprezidentem. Počet zaměstnanců je přibližně 7500. Sídlo firmy je v San José v Kalifornii.
Atmel vlastní pět továren:
- Fab5 v Colorado Springs (Spojené státy)
- Fab7 v Rousset (Francie)
- Fab9 v North Tyneside (Anglie)
- továrna v Heilbronn (Německo)
- továrna v Grenoble (Francie)

Mezi jeho největší konkurenty patří STMicroelectronics, Texas Instruments, Freescale, Analog Devices a Microchip Technology.
V roce 2016 firma Microchip Technology koupila firmu Atmel za 3,6 miliard USD.